# Estoril Open 1997
L'Estoril Open 1997 è stato un torneo di tennis giocato sulla terra rossa.
È stata l'8ª edizione dell'Estoril Open, che fa parte della categoria ATP World Series nell'ambito dell'ATP Tour 1997,
Il torneo si è giocato all'Estoril Court Central di Oeiras in Portogallo, dal 7 al 14 aprile 1997.

## Campioni

### Singolare
Àlex Corretja ha battuto in finale  Francisco Clavet con il punteggio di 6–3, 7–5

### Doppio
Gustavo Kuerten /  Fernando Meligeni hanno battuto in finale  Andrea Gaudenzi /  Filippo Messori con il punteggio di 6–2, 6–2